# Guglielmo di Blois
Guglielmo di Blois (franc. Guillaume de Blois, lat. Gulielmus Blesensis; Blois, 1130 circa – Blois, 1204) è stato un letterato francese di età medievale, di espressione latina. Monaco benedettino, era fratello del più famoso Pietro di Blois. 
Ne è stata proposta l'identificazione con il cosiddetto Ugo Falcando, l'anonimo autore del Liber De Regno Sicilie.

## Biografia
Pochissimo si conosce della sua vita. Nato a Blois, Guglielmo di Blois fu monaco benedettino, fratello del ben più famoso Pietro, che fu consigliere di Guglielmo II di Sicilia.

### Soggiorno in Sicilia
Al pari del fratello, e all'incirca nello stesso periodo, Guglielmo trascorse un breve periodo nel Regno normanno di Sicilia. La sua discesa nel regno normanno meridionale forse precedette ma comunque non coincise con quella del fratello, avvenuta nell'estate del 1167, dal momento che quest'ultimo, nel suo epistolario, annota di essere l'unico sopravvissuto di quel folto gruppo di 37 cavalieri francesi e spagnoli che nel 1167 avevano costituito il séguito di Stefano di Perche.

#### Incarichi ecclesiastici
Durante la permanenza siciliana, Guglielmo fu proposto per la cattedra arcivescovile di Catania: l'aspirazione dei due fratelli, appoggiata della regina Margherita di Navarra, si rivelò avventata, andando a confliggere con gli equilibri di potere e gli interessi di cui era portatore Matteo da Salerno, che riuscì a imporre suo fratello Giovanni, che fu infatti vescovo dal 1167, ordinato da papa Alessandro III il 26 luglio 1168. Guglielmo ebbe lungamente a lamentarsi dell'esclusione dalla prestigiosa cattedra etnea, ma il suo risentimento sarebbe mutato in accenti di gioia nel giro di pochi anni, alla notizia della morte di Giovanni, da lui interpretata come punizione divina, sepolto dal terremoto che devastò Catania nel 1169.
Preso atto dell'esclusione, le aspettative dei due fratelli dovettero accontentarsi di una destinazione meno prestigiosa: Guglielmo fu nominato abate di una comunità che Chalandon individuava nell'Abbazia di Santa Maria di Maniace, nella competenza dell'arcidiocesi di Messina. Tale ipotesi, nonostante l'adesione accordata da Ludovico Gatto, è stata definitivamente scartata da L. Townsend White, che ha identificato il luogo nel monastero di Santa Maria della Matina, situata sulla piana ad est di San Marco Argentano, nell'omonima diocesi.

## Opere

### Alda
Più che per il suo ruolo al séguito del fratello, Guglielmo è conosciuto soprattutto per la composizione di un'opera in versi latini (distici elegiaci), la commedia elegiaca Alda, appartenente a un genere letterario fiorito inizialmente nella Francia del XII secolo, con epicentro nella Valle della Loira e a Chartres. Nel prologo (vv. 9-28), Guglielmo afferma di essersi ispirato ad una barbara versione latina di una commedia di Menandro (Venerat in linguam nuper peregrina Latinam Hæc de Menandri fabula rapta sinu. Vilis et exul erat, et rustica plebis in ore, Quæ fuerat comis vatis in ore sui). L'originale è stato identificato con una rielaborazione in prosa della commedia perduta Ἀνδρόγυνος ἢ Κρής, che Guglielmo deve aver letto durante il soggiorno in Sicilia, regione che manteneva uno stretto rapporto con il mondo greco.
Il tema licenzioso della commedia è un amore impossibile per il giovane Pirro, nobile ridotto in miseria, e la bellissima Alda, orfana di madre. Solo l'espediente classico del travestimento permetterà a Pirro di possedere l'amata e a spuntare al recalcitrante e avaro padre di lei un matrimonio riparatore.

### Altre opere
Di lui sopravvive il De pulice et musca, una altercatio tra una mosca e una pulce.
Altre sue opere perdute sono elencate in una lettera scritta dal fratello Pietro intorno al 1174: fino a quella data, si annoverano alcuni componimenti di natura teologica o religiosa (tra cui alcuni sermoni) e la tragedia De Flaura et Marco.

### Attribuzioni congetturali
È stata anche proposta, in via congetturale, l'identificazione della sua figura con quella del misterioso Ugo Falcando, autore, in elegante latino, della Historia (o Liber) de Regno Sicilie, un'opera che si esprime con accenti favorevoli a Stefano di Perche e fortemente denigratori nei confronti di Matteo da Salerno.